# 杨绍卿
杨绍卿（1941年2月15日—），辽宁康平人，弹药武器系统工程技术专家，中国工程院院士，中国兵器工业首席专家。

## 履历[1]
- 1967年，于北京大学物理系毕业。
- 2011年，当选中国工程院院士。